# Västra Rödsjön
Västra Rödsjön är en sjö i Härjedalens kommun i Härjedalen och ingår i Göta älvs huvudavrinningsområde. Sjön har en area på 2,65 kvadratkilometer och ligger 774,1 meter över havet. Västra Rödsjön ligger i Rogen Natura 2000-område.

## Delavrinningsområde
Västra Rödsjön ingår i det delavrinningsområde (692340-131983) som SMHI kallar för Utloppet av Västra Rödsjön. Medelhöjden är 798 meter över havet och ytan är 10,77 kvadratkilometer. Räknas de 4 avrinningsområdena uppströms in blir den ackumulerade arean 23,9 kvadratkilometer. Vattendraget som avvattnar avrinningsområdet har biflödesordning 2, vilket innebär att vattnet flödar genom totalt 2 vattendrag innan det når havet efter 722 kilometer. Avrinningsområdet består mestadels av skog (68 procent). Avrinningsområdet har 2,65 kvadratkilometer vattenytor vilket ger det en sjöprocent på 24,6 procent.